# L’amore non mi basta
L’amore non mi basta – singel Emmy Marrone, wydany 11 października 2013, pochodzący z albumu Schiena. Utwór został napisany i skomponowany przez Daniele Magro, a za produkcję odpowiadał Brando.
Singel znalazł się na 11. miejscu na oficjalnej włoskiej liście sprzedaży i sprzedał się w nakładzie ponad 30 tysięcy kopii, za co otrzymał platynowy certyfikat. W klasyfikacji rocznej utwór uplasował się na 92. miejscu najlepiej sprzedających się singli we Włoszech w 2013 roku.
Teledysk towarzyszący kompozycji został wyreżyserowany przez Luca Tartaglia, a realizowany był w Mediolanie. Wideo miało premierę 21 października 2013 w serwisie YouTube na oficjalnym kanale artystki.

## Notowania

### Pozycja na tygodniowej liście sprzedaży
| Kraj   | Notowanie (2013) | Najwyższa pozycja | Certyfikat | Sprzedaż |
| ------ | ---------------- | ----------------- | ---------- | -------- |
| Włochy | FIMI             | 11                | platyna    | 30 000+  |

### Pozycja na rocznej liście sprzedaży
| Kraj   | Notowanie (2013) | Pozycja |
| ------ | ---------------- | ------- |
| Włochy | FIMI             | 92      |